# Anchor Street
Anchor Street – wieś w Anglii, w hrabstwie Norfolk. Leży 17 km na północny wschód od Norwich i 175 km na północny wschód od Londynu.